# Троицкое сельское поселение (Кемеровская область)
Троицкое се́льское поселе́ние — упразднённое муниципальное образование в Ижморском районе Кемеровской области Российской Федерации.
Административный центр — село Троицкое.

## История
Статус и границы сельского поселения установлены Законом Кемеровской области от 17 декабря 2004 года № 104-ОЗ «О статусе и границах муниципальных образований»

## Население
| 2010 | 2011  | 2012  | 2013  | 2014  | 2015 | 2016 |
| ---- | ----- | ----- | ----- | ----- | ---- | ---- |
| 1134 | ↘1132 | ↘1085 | ↘1032 | ↘1013 | ↘976 | ↘946 |
| 2017 | 2018  | 2019  |       |       |      |      |
| ↘943 | ↘937  | ↘924  |       |       |      |      |

## Состав сельского поселения
| № | Населённый пункт | Тип населённого пункта          | Население |
| - | ---------------- | ------------------------------- | --------- |
| 1 | 324 км           | посёлок                         | 0         |
| 2 | Воскресенка      | село                            | 272       |
| 3 | Иверка           | посёлок железнодорожной станции | 53        |
| 4 | Листвянка        | деревня                         | 32        |
| 5 | Ломачёвка        | село                            | 78        |
| 6 | Троицкое         | село, административный центр    | 699       |

## Статистика
На административном участке насчитывается 5 сел, где проживает 1248 человек. На территории расположены 1 школа, 1 детский сад, 2 дома культуры, 2 мед. пункта, 5 торговых точек. Предприятие сельского хозяйства представлено в лице ООО КФХ «Крестьянское хозяйство».